# Velké Žernoseky
Velké Žernoseky (deutsch: Groß Tschernosek, früher auch Czernosek) ist eine Gemeinde in Tschechien, gelegen im Elbtal nahe der Porta Bohemica im Böhmischen Mittelgebirge. Bekannt ist der Ort als berühmtes Weinbaugebiet in Böhmen.

## Geschichte

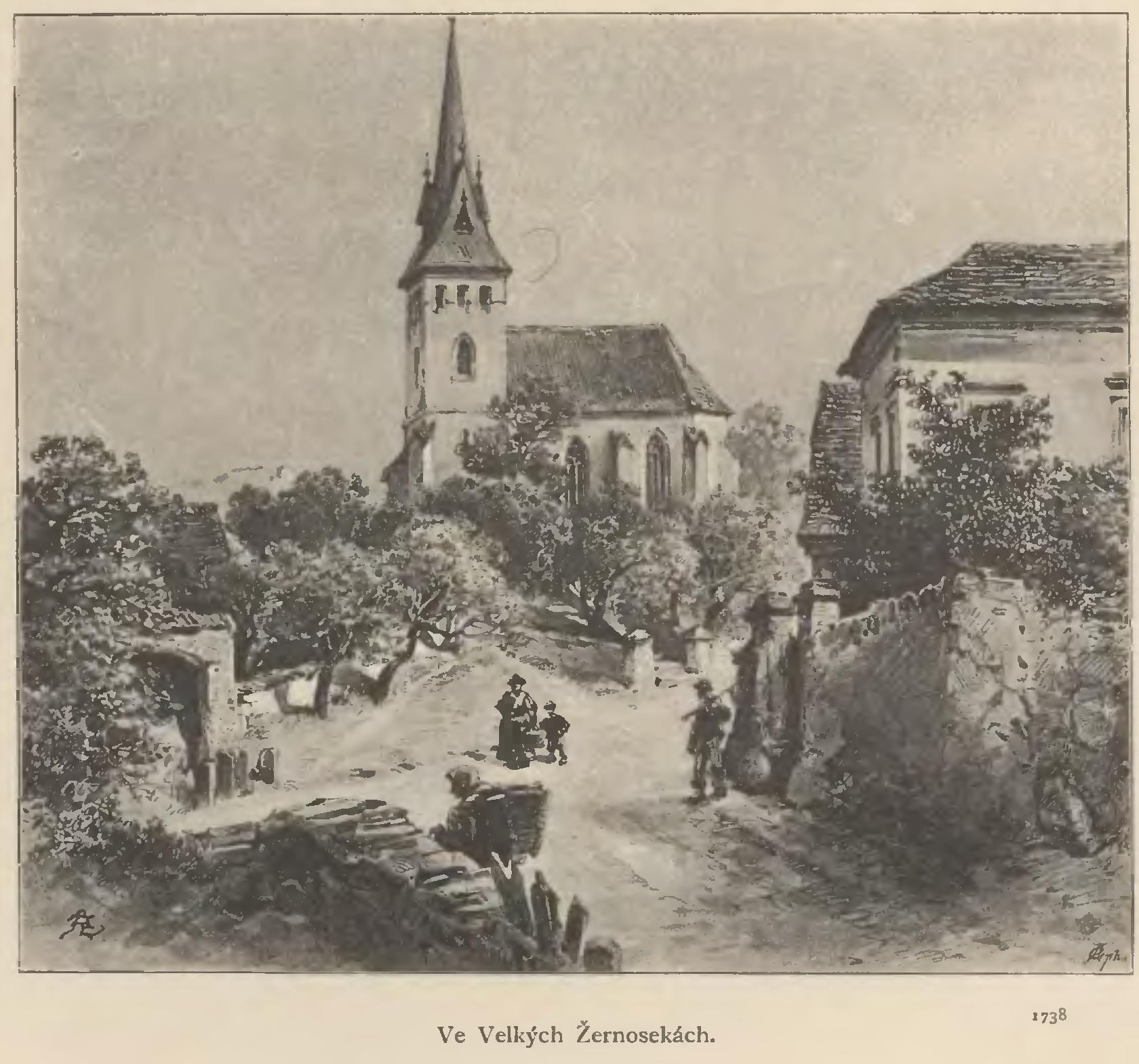
Velké Žernoseky (ca. 1892)

Velké Žernoseky wurde erstmals im Jahre 1057 urkundlich erwähnt. Im 12. Jahrhundert gelangte der Ort ins Eigentum der Zisterzienser vom Kloster Altzella bei Nossen in Sachsen. Seit dem 14. Jahrhundert ist der Anbau von Wein durch die Zisterzienser um Velké Žernoseky nachweisbar. Auch die großen, heute noch genutzten Weinkeller unter dem Schloss wurden von den Zisterziensern angelegt. Bis 1437 blieb Velké Žernoseky Eigentum der Mönche. 1667 gelangte die Herrschaft einschließlich des benachbarten Libochovany an die Herren von Nostitz-Rieneck. 1916 kaufte die Prager Firma Oppelt das spätbarocke Schloss mit den großen Weinkellern.

## Verkehr
Seit 1874 verläuft durch Velké Žernoseky die einstige Österreichische Nordwestbahn, der Bahnhof Velké Žernoseky befindet sich jedoch auf den Fluren des nahen Žalhostice (Tschalositz). An das andere Elbufer, nach Malé Žernoseky, führt eine Fährverbindung.

## Söhne und Töchter der Gemeinde
- Franz Baum (1926–2010), Bogenschütze und Trainer der bundesdeutschen Nationalmannschaft